# Uaigae
Uaigae (auch Uai Gae) ist ein osttimoresischer Suco im Verwaltungsamt Vemasse (Gemeinde Baucau). Der Name leitet sich von „Waigae“ ab, dem Waimaha-Wort für „bitteres Wasser“.

## Geographie

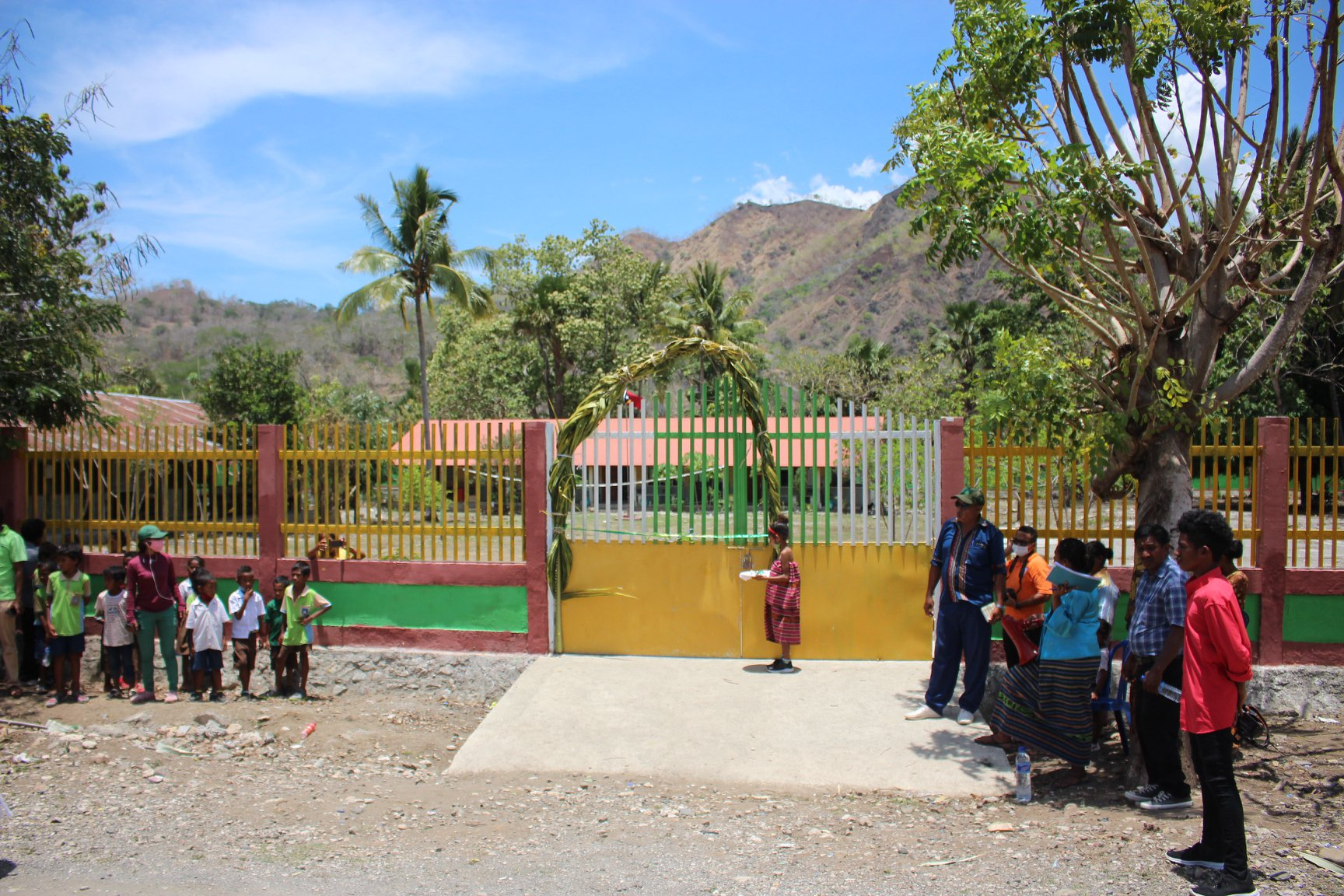
Die Grundschule in der Aldeia Mota

Uaigae liegt im Westen des Verwaltungsamts Vemasse. Im Norden, Osten und Süden grenzt er an den Suco Vemasse. Westlich liegt das zur Gemeinde Manatuto gehörende Verwaltungsamt Laleia mit seinen Sucos Haturalan und Cairui. Der Fluss Vemasse durchquert den Suco von Süd nach Nord. In ihn mündet der an der Südgrenze entlang fließende Fluss Bucaloli und der an der Nordgrenze entlang fließende Robohicdi. Letzterer entsteht aus dem Zusammenfluss aus den nördlichen Grenzfluss Naniale und dem im Suco Uaigae entspringenden Metaannido. Im Suco liegt der 415 m hohe Berg Uaigae (8° 35′ S, 126° 13′ O).
Uaigae hat eine Fläche von 39,83 km² und teilt sich in die zwei Aldeias Lari und Mota.
Der Ort Uaigae, im Westen des Sucos, ist der einzige größere Ort im Suco. Er liegt am Westufer des Flusses Vemasse, auf einer Meereshöhe von 244 m. Hier befindet sich die Grundschule des Sucos, die Escola Primaria Catolica Uaigae und eine medizinische Station.

## Einwohner
In Uaigae leben 560 Einwohner (2022), davon sind 300 Männer und 260 Frauen. Im Suco gibt es 119 Haushalte. Über 90 % sprechen als Muttersprache den „Bergdialekt“ des Waimaha, das zu den Kawaimina-Sprachen gehört. Genauso, wie Kairui und Midiki, die von kleinen Minderheiten sprechen. Weitere Minderheiten sprechen als Muttersprache Tetum Prasa, Raklungu und Makuva.

## Politik

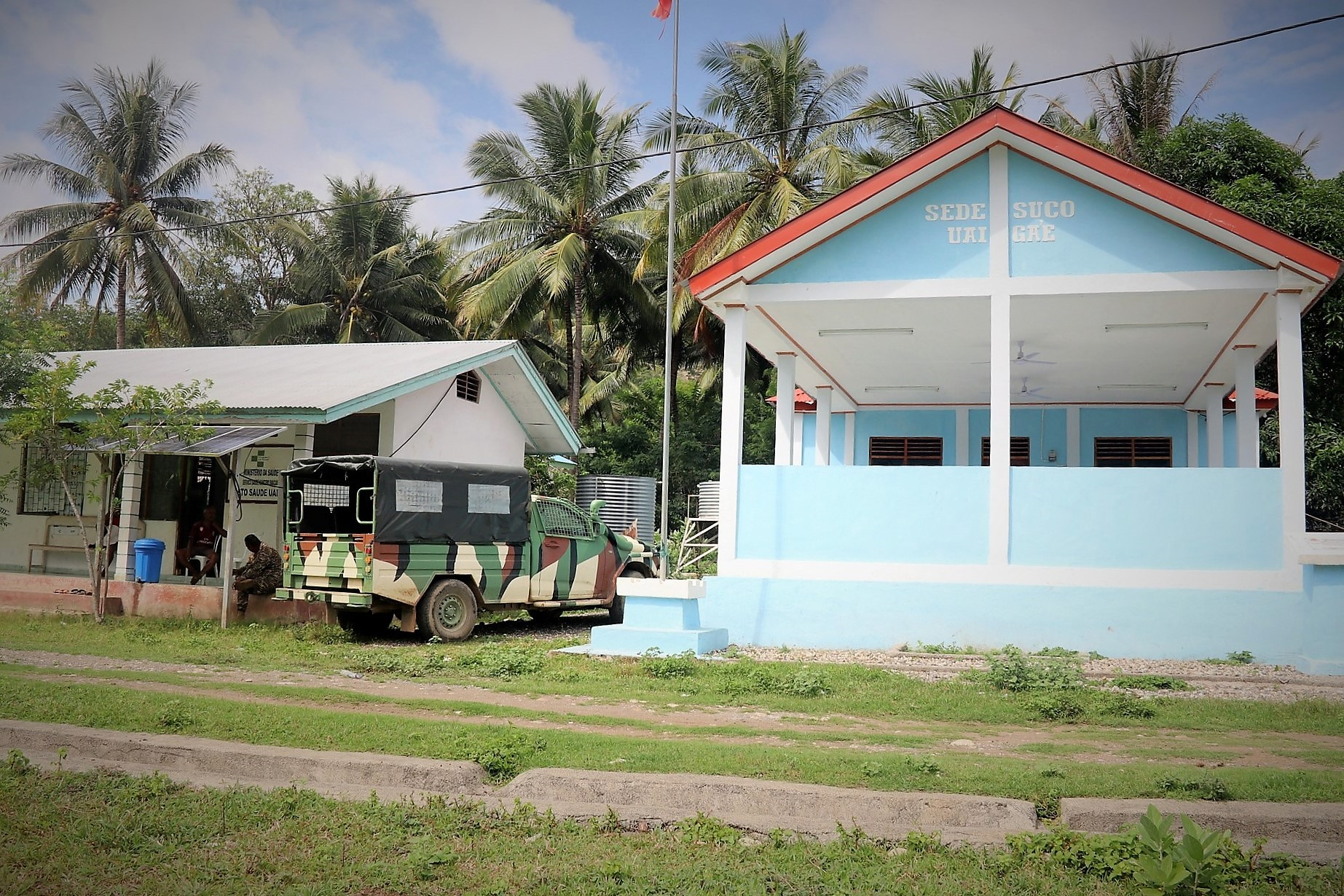
Medizinische Station und Sitz des Sucos Uaigae

Bei den Wahlen von 2004/2005 wurde Pascoal Faria de Sousa zum Chefe de Suco gewählt. Bei den Wahlen 2009 gewann Marcos Pereira Soares und wurde 2016 in seinem Amt bestätigt. 2023 wurde Gaudêncio Clara Soares zum neuen Chefe de Suco gewählt.
2023 wurden als Chefe de Aldeias gewählt: Januario Soares (Lari) und Juvito Manuel Soares (Mota).